# Hély d'Oissel
La famille Hély d'Oissel est une famille française.

## Membres notables
- Abdon-Frédéric-Victor Hély, seigneur d'Oissel et de Saint-Étienne-du-Rouvray, conseiller au parlement de Normandie, président de la Chambre des comptes de Normandie
- Abdon-Patrocle-Frédéric Hély d’Oissel (Abdon-Patrocle-Frédéric, baron Hély d'Oissel ; aussi nommé Patrice-Frédéric Hély-d’Oissel) (1777-1833), médecin français, haut fonctionnaire français (préfet) et homme politique français.
- Antoine Pierre Hély d’Oissel (1806-1883), industriel et magistrat français.
- Jean Hély d'Oissel (Jean-Léonce-Frédéric, baron Hély d’Oissel) (1833-1920, Paris), banquier et homme politique français.
- Alexis Hély d’Oissel (Alexis Roger Hély d’Oissel) (1859-1937), officier général de l’armée française.
- Pierre Hély d’Oissel (Antoine Pierre Louis Hély d'Oissel) (1887-1959), industriel français.

## Titres et armoiries

### Armoiries

« D'azur, à la croix d'argent, chargée de cinq ancres de sable et cantonnée de quatre fers de lance d'or en forme de fleur de lis au pied nourri. »

« D'azur, à la croix d'argent, chargée de cinq ancres de sable et cantonnée de quatre fers de lance d'or en forme de fleur de lis au pied nourri, au canton des barons pris dans le conseil d'état. »